# 동리재사
동리재사(東籬齋舍)는 경상북도 안동시 일직면 광연리에 있다. 2015년 11월 20일 안동시의 문화유산 제100호로 지정되었다.